# Elizabeth Brumfiel
Elizabeth M. Brumfiel (* 10. März 1945 in Chicago als  Elizabeth Stern; † 1. Januar 2012 in Skokie) war eine US-amerikanische Archäologin und Anthropologin (Altamerikanistin). 

## Leben
Elizabeth Brumfiel schloss ihr Anthropologie-Studium an der University of Michigan 1965 mit einem B.A. ab und ging dann 1966/67 für das Friedenscorps nach Bolivien. 1969 beendete sie ihr Master-Studium an der University of California, und 1976 wurde sie an der University of Michigan promoviert. Sie arbeitete ab 1977 mehr als 25 Jahre als ordentliche Professorin für Anthropologie am Albion College und ab 2003 an der Northwestern University.
Brumfiel leitete ab 1967 das archäologische Projekt in Xaltocan in Mexiko. Zuvor hatte sie gemeinsam mit Richard Blanton am Monte Albán in Mexiko gearbeitet und verantwortete die Forschung in Xico und Huexotla. Besonderes Augenmerk legte sie auf die Erforschung der Geschlechterrollen sowie der sozialen und sozioökonomischen Unterschiede in der aztekischen Kultur. Brumfiel untersuchte als eine der ersten die Rolle der Frau in der aztekischen Kultur anhand von Essenszubereitungen und Textilweberei. 
Brumfiel war Mitherausgeberin der Latin American Antiquity, der Ancient Mesoamerica und von 1995 bis 1997 der Annual Review of Anthropology. Außerdem war sie eine der Initiatorinnen des World Council of Anthropological Associations. Zwischen 2000 und 2002 hielt sie Vorträge bei Sigma Xi. Von 2003 bis 2005 fungierte sie als Präsidentin der American Anthropological Association. 2008/09 war sie die leitende Kuratorin der Ausstellung „The Aztec World“ im Field Museum of Natural History in Chicago.
2006 nahm sie der konservative Autor David Horowitz wegen ihres Einsatzes für soziale Gerechtigkeit und Menschenrechte in eine „Liste der 101 gefährlichsten Professoren“ auf.
Brumfiel erlag 2012 in einem Hospiz einem Krebsleiden. Sie war verheiratet und hatte einen Sohn.

## Ehrungen
- 2007: Eagle Warrior Prize der mexikanischen Stadt Xaltocan
- Die Northwestern University vergibt jedes Jahr den Elizabeth M. Brumfiel Award für eine herausragende studentische Arbeit auf dem Gebiet der Archäologie[4]

## Schriften (Auswahl)
- Gender, cloth, continuity and change:  Fabricating unity in anthropology. In: American Anthropologist, Nr. 108, S. 861–877
- Mesoamerica. In: C. Gosden, B. Cunliffe (Hrsg.): The Oxford Handbook of Archaeology. Oxford University Press
- mit Lisa Overholtzer: Alien bodies, everyday people, and internal spaces:  Embodiment, figurines and social discourse in Postclassic Mexico. In: Christina T. Halperin, Katherine A. Faust, Rhonda Taube, Aurore Giguet (Hrsg.): Mesoamerican Figurines. University Press of Florida, 2009, S. 296–322
- mit John W. Fox: Factional Competition and Political Development in the New World  Cambridge University Press, 2003
- La Producción Local y el Poder en el Xaltocan Posclásico -- Production and Power at Postclassic Xaltocan  Instituto Nacional De Antropologia e Historía, 2005
- Opting In and Opting Out: Tula, Cholula, and Xaltocan. In: R. E. Blanton, M. H. Parsons (Hrsg.): Settlement and Subsistence in Early Civilizations: Essays reflecting the contributions of Jeffrey R. Parsons, Cotsen Institute of Archaeology, University of California, Los Angeles, 2005, S. 63–88
- Materiality, Feasts, and Figured Worlds in Aztec Mexico. In: E. DeMarrais, C. Gosden, Collin Renfrew (Hrsg.): Rethinking Materiality.  McDonald Institute for Archaeological Research, Cambridge  2005, S. 225–237
- Methods in Feminist and Gender Archaeology:  A Feeling for Difference—and Likeness.  In:  S. M. Nelson (Hrsg.): The Handbook of Gender in Archaeology. Altamira, Walnut Creek 2006, S. 31–58
- mit Timothy K. Earle: Specialization, Exchange and Complex Societies. Cambridge University Press, 2008
- mit Gary M. Feinma: The Aztec World. Abrams, New York 2008
- mit Cynthia Robin: Gender, Households, and Society: Unraveling the Threads of the Past and the Present. Wiley-Blackwell, New York 2010